# Esteban Alvarado
Esteban Alvarado Brown, (Siquirres, 28 april 1989) – voetbalnaam Esteban – is een Costa Ricaans voetballer die als doelman speelt. In 2010 maakte hij zijn debuut in het Costa Ricaans voetbalelftal.

## Clubcarrière

### Deportivo Saprissa
Esteban speelde in de jeugd bij Santos de Guápiles voordat hij in 2005 in de jeugdopleiding van CD Saprissa terechtkwam. Daar maakte hij sinds 2008 deel uit van de selectie van het eerste elftal. Hij speelde tot medio 2010 vier wedstrijden in de Liga Costarricense de Primera División.

### AZ
Esteban tekende na een trainingsperiode in december 2009 en januari 2010 een vijfjarig contract bij AZ, dat een halfjaar later inging. In zijn eerste seizoen speelde hij zes wedstrijden en zat hij vijftienmaal op de bank. In het daaropvolgende seizoen veroverde hij een basisplaats en speelde hij vierendertig competitieduels. In juni 2011 werd bekend dat Esteban door zijn ex-vriendin Marcela Juárez Castillo zou zijn beschuldigd van poging tot moord. In augustus 2011 werd duidelijk dat de zaak niet door justitie zou worden behandeld. De situatie leidde niet tot consequenties vanuit AZ. In het seizoen 2013/14 speelde Esteban negenenvijftig wedstrijden onder coach Dick Advocaat, waarvan dertien wedstrijden in de UEFA Europa League. Op 10 april 2014 werd hij met zijn elftal in Portugal uitgeschakeld door SL Benfica.

#### Incident KNVB Bekerwedstrijd
Op 21 december 2011 speelden AFC Ajax en AZ tegen elkaar in de achtste finale om de KNVB Beker. In deze Noord-Hollandse derby stapte een Ajax-supporter die al een stadionverbod had en onder invloed was van diverse verdovende middelen, over het hek van de noordertribune in de Amsterdam ArenA om Esteban een trap in de rug te geven. Esteban ontweek deze echter en trapte tweemaal op de hooligan in. Hiervoor kreeg Esteban een rode kaart, waarop AZ-trainer Gertjan Verbeek zijn spelers van het veld dirigeerde en de wedstrijd werd gestaakt. Een dag later werd de opgelopen rode kaart door de KNVB geseponeerd wegens "specifieke omstandigheden". De wedstrijd werd opnieuw gespeeld. AZ won met 2–3.

### Trabzonspor en terug in Costa Rica
In augustus 2015 tekende Esteban een contract bij Trabzonspor, dat hem transfervrij overnam van AZ. Hij tekende een contract tot medio 2017 dat later verlengd werd tot medio 2019. Vanaf januari 2019 kwam hij uit voor Alajuelense in Costa Rica. Daar kwam hij niet aan spelen toe. Vanaf het seizoen 2019/20 speelde Esteban voor Club Sport Herediano waarmee hij landskampioen werd en de supercup won. Per januari 2021 ging hij naar Limón FC. Tussen 2021 en januari 2023 speelde hij wederom voor Heredianoen keerde toen terug bij Deportivo Saprissa.

## Interlandcarrière
Esteban speelde met een Costa Ricaanse jeugdselectie op het wereldkampioenschap voetbal onder 20 in 2009. De halve finale werd verloren van Brazilië, net als de daarna tegen Hongarije gespeelde troostfinale. Elke wedstrijd die Costa Rica speelde stond hij de volle negentig minuten op het veld. Hij werd na afloop uitgeroepen tot beste doelman van het toernooi.
Zijn debuut op A-niveau in het Costa Ricaans voetbalelftal maakte Esteban op 11 augustus 2010 tegen Paraguay (0–2). Een jaar later speelde hij tegen China (2–2) zijn tweede interland. In 2014 gaf hij aan niet mee te willen naar het wereldkampioenschap voetbal 2014 in Brazilië naar aanleiding van een conflict met bondscoach Jorge Luis Pinto. In mei 2014 werd hij ook daadwerkelijk buiten de WK-selectie gelaten. Mede-Eredivisionist Bryan Ruiz (PSV) werd wel opgenomen in de selectie. Op 31 maart 2015 keerde Esteban weer terug in het elftal van Costa Rica in een oefeninterland tegen Panama (2–1 verlies). In juni 2015 nam bondscoach Paulo Wanchope hem op in de selectie voor de CONCACAF Gold Cup 2015. Esteban was de doelman van het Costa Ricaans elftal in alle wedstrijden, waaronder ook de op 19 juli 2015 verloren kwartfinale. Mexico versloeg Costa Rica in de vierde minuut van de blessuretijd van de verlenging, toen Andrés Guardado een strafschop benutte. Hij maakte ook deel uit van de Costa Ricaanse selectie op de CONCACAF Gold Cup 2021 en het wereldkampioenschap voetbal 2022.

## Statistieken
| Seizoen         | Club               |                 | Competitie       | Competitie | Competitie | Internationaal | Internationaal | Beker | Beker | Overig | Overig | Totaal | Totaal |
| Seizoen         | Club               | Wed.            | Competitie       | Dlp.       | Wed.       | Dlp.           | Wed.           | Dlp.  | Wed.  | Dlp.   | Wed.   | Dlp.   |        |
| --------------- | ------------------ | --------------- | ---------------- | ---------- | ---------- | -------------- | -------------- | ----- | ----- | ------ | ------ | ------ | ------ |
| 2009/10         | Deportivo Saprissa | Costa Rica      | Primera División | 4          | 0          | 0              | 0              | 0     | 0     | 0      | 0      | 4      | 0      |
| 2010/11         | AZ                 | Nederland       | Eredivisie       | 6          | 0          | 0              | 0              | 0     | 0     | 0      | 0      | 6      | 0      |
| 2011/12         | AZ                 | Nederland       | Eredivisie       | 34         | 0          | 15             | 0              | 5     | 0     | 0      | 0      | 54     | 0      |
| 2012/13         | AZ                 | Nederland       | Eredivisie       | 34         | 0          | 2              | 0              | 6     | 0     | 0      | 0      | 42     | 0      |
| 2013/14         | AZ                 | Nederland       | Eredivisie       | 34         | 0          | 13             | 0              | 5     | 0     | 5      | 0      | 57     | 0      |
| 2014/15         | AZ                 | Nederland       | Eredivisie       | 26         | 0          | 0              | 0              | 3     | 0     | 0      | 0      | 24     | 0      |
| 2015/16         | Trabzonspor        | Turkije         | Süper Lig        | 14         | 0          | 0              | 0              | 2     | 0     | 0      | 0      | 14     | 0      |
| 2016/17         | Trabzonspor        | Turkije         | Süper Lig        | 3          | 0          | 0              | 0              | 8     | 0     | 0      | 0      | 11     | 0      |
| 2017/18         | Trabzonspor        | Turkije         | Süper Lig        | 3          | 0          | 0              | 0              | 5     | 0     | 0      | 0      | 8      | 0      |
| 2018/19         | Trabzonspor        | Turkije         | Süper Lig        | 0          | 0          | 0              | 0              | 1     | 0     | 0      | 0      | 1      | 0      |
| 2018/19         | LD Alajuelense     | Costa Rica      | Primera División | 0          | 0          | 0              | 0              | 0     | 0     | 0      | 0      | 0      | 0      |
| 2019/20         | CS Herediano       | Costa Rica      | Primera División | 43         | 0          | 2              | 0              | 0     | 0     | 0      | 0      | 45     | 0      |
| 2020/21         | CS Herediano       | Costa Rica      | Primera División | 8          | 0          | 0              | 0              | 0     | 0     | 0      | 0      | 8      | 0      |
| 2020/21         | Limón FC           | Costa Rica      | Primera División | 20         | 0          | 0              | 0              | 0     | 0     | 0      | 0      | 20     | 0      |
| Carrière totaal | Carrière totaal    | Carrière totaal | Carrière totaal  | 229        | 0          | 32             | 0              | 35    | 0     | 5      | 0      | 294    | 0      |

## Erelijst
Deportivo Saprissa
- Landskampioen

Apertura 2009/10
 Herediano
- Landskampioen

Apertura 2019/20
- Supercopa de Costa Rica

2020

 AZ
- KNVB Beker

2013
Individueel
- Wereldkampioenschap voetbal onder 20 - 2009

Gouden handschoen (beste doelman van het toernooi)
1 Navas ·
2 Chacón ·
3 Vargas ·
4 Fuller ·
5 Borges ·
6 Duarte ·
7 Contreras ·
8 Oviedo ·
9 Bennette ·
10 Ruiz  ·
11 Venegas ·
12 Campbell ·
13 Torres ·
14 Salas ·
15 Calvo ·
16 Martínez ·
17 Tejeda ·
18 Esteban ·
19 Waston ·
20 Aguilera ·
21 López ·
22 Matarrita ·
23 Sequeira ·
24 Wilson ·
25 Hernández ·
26 Zamora ·
Coach: Suárez